# بوران کوزوم
بوران کوزوم (ترکی استانبولی: Boran Kuzum؛ زادهٔ ۱ اکتبر ۱۹۹۲) هنرپیشه اهل ترکیه است. از فیلم‌هایی که او در آن‌ها حضور داشته می‌توان به وطنم تویی در نقش لئون،  ماه‌پیکر در نقش شاهزاده مصطفی، تپه شاهین، و سریال های اینترنتی محافظ ، احترام و مست عشق اشاره کرد.